# یانگی‌بازار (تاجیکستان)
یانگی‌بازار (به لاتین: Yangibazar) یک شهرک در شمال غربی تاجیکستان است که در ولایت سغد واقع شده‌است.